# Isabel Kreitz

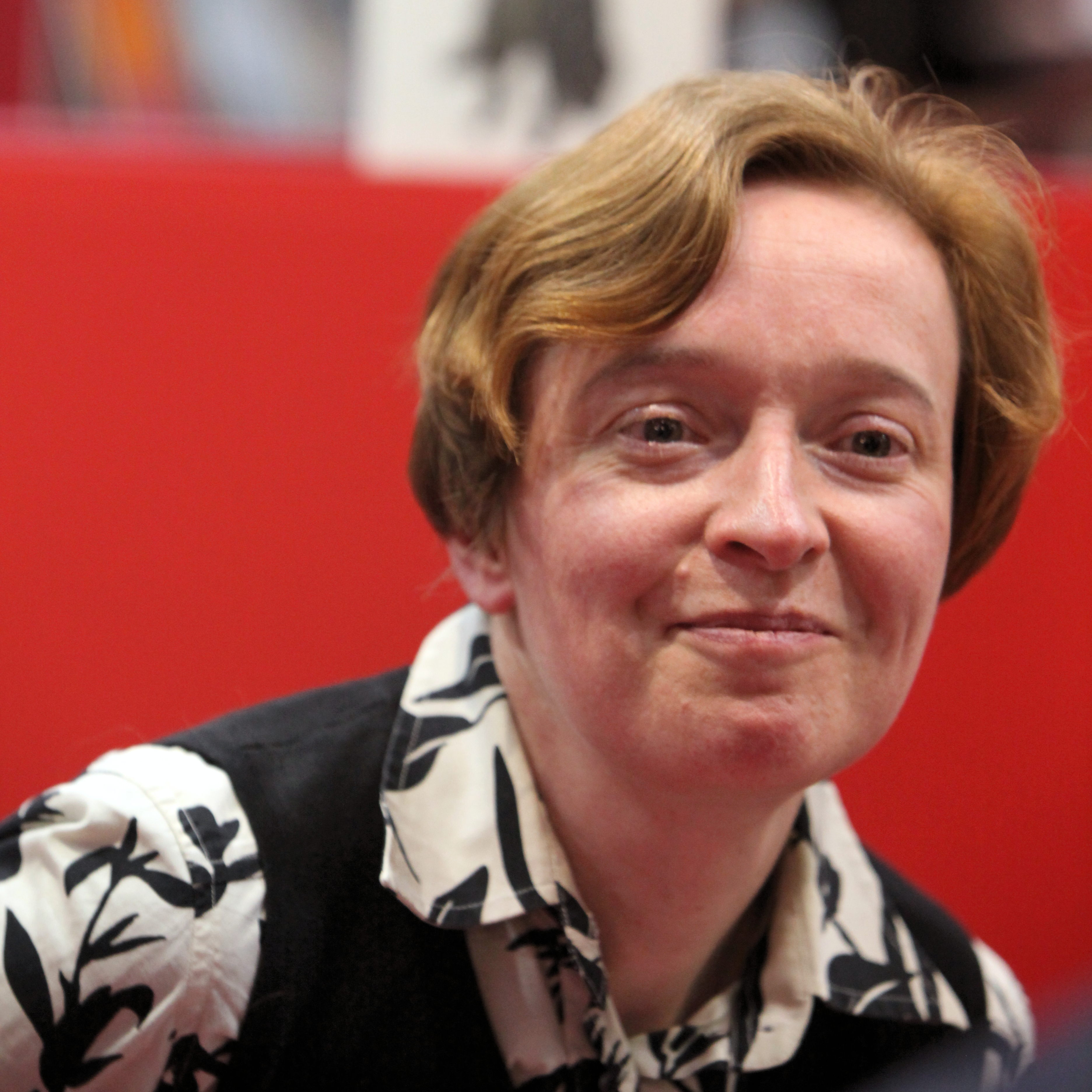
Isabel Kreitz (2011)

Isabel Kreitz (* 1967 in Hamburg) ist eine deutsche Comiczeichnerin, die mehrfach ausgezeichnet wurde.

## Leben
Nach dem Besuch der Kunsthochschule in Hamburg besuchte sie die Parssons School in New York. Nach einem halben Jahr kehrte sie zurück und startete mit den Tageszeitungsstrips Ottifanten und Heiß und fettig. Mit einer Graphic Novel über den Spion Richard Sorge gelang ihr der Durchbruch. Anerkennung fanden auch ihre Bearbeitungen des Werks von Erich Kästner im Medium Comic. Des Weiteren adaptierte Kreitz Texte von Uwe Timm und Konrad Lorenz. Im Carlsen Verlag kuratiert sie die Reihe Die Unheimlichen.
2005 und 2006 war sie Dozentin beim Comic-Seminar Erlangen.

## Auszeichnungen
- 1997: 1. Deutscher Comicpreis als beste deutschsprachige Comic-Künstlerin, Comic-Festival Hamburg
- 2008: Max-und-Moritz-Preis in der Kategorie „Beste deutschsprachige Comic-Publikationen für Kinder und Jugendliche“ für Der 35. Mai – als Comic, Comic-Salon Erlangen
- 2008: Sondermann-Preis in der Kategorie Comic-Eigenpublikation (national) für Die Sache mit Sorge
- 2011: den gleichen Preis in der gleichen Kategorie für Haarmann
- 2012: Max-und-Moritz-Preis als beste deutschsprachige Künstlerin
- 2019: Wilhelm-Busch-Preis[2]
- 2023: e.o.plauen Preis[3]

## Publikationen (Auswahl)
- 1994: Schlechte Laune (Serie Ralf), Zwerchfell Verlag, ISBN 3-928387-29-4.
- 1994: Heiss und fettig, Achterbahn, ISBN 3-928950-51-7, eine Sammlung der 1993 in der Bild-Zeitung erschienen Strips;
- 1995: Ohne Peilung, Carlsen Verlag, ISBN 3-551-01304-7.
- 1995: Ralf lebt! (Serie Ralf), Zwerchfell Verlag, ISBN 3-928387-08-1.
- 1996: Die Entdeckung der Currywurst, Carlsen Verlag, ISBN 3-551-01731-X, nach der gleichnamigen Novelle von Uwe Timm;
- 1996: Unter uns, Landeszentrale für politische Bildung Hamburg;
- 1997: Totenstill (Serie Ralf), Zwerchfell Verlag, ISBN 3-928387-13-8.
- 1998: Waffenhändler, Carlsen Comics, ISBN 3-551-01732-8.
- 2000–2002: Mabuse, Carlsen Comics, eine 6-teilige Serie zusammen mit Eckart Breitschuh und Stefan Dinter, nach den Büchern von Norbert Jacques;
- 2001: Die Leidenschaft des Herrn Lühr: Spezialauftrag in Bolivien, Carlsen Comics, ISBN 3-551-76142-6.
- 2003: Gier (Serie Ralf), Zwerchfell Verlag, ISBN 3-928387-62-6.
- 2004: Sushi entdecken, Carlsen Comics, zusammen mit Junko Iwamoto ISBN 3-551-77444-7.
- 2006: Der 35. Mai – als Comic, nach dem Kinderbuch von Erich Kästner, Cecilie Dressler Verlag, ISBN 3-7915-1161-0.
- 2006: Die Kunst Single! zu sein. 50 Tricks für SIE, die IHN todsicher vergraulen, Lappan Verlag, zusammen mit Pim Pauline Overgaard, ISBN 3-8303-6112-2.
- 2008: Die Sache mit Sorge – Stalins Spion in Tokio, Carlsen Verlag, mit einer Dokumentation von Frank Giese, ISBN 978-3-551-78743-9.
- 2009: Pünktchen und Anton, nach dem Kinderbuch von Erich Kästner, Cecilie Dressler Verlag, ISBN 978-3-7915-1160-3.
- 2010: Haarmann, Carlsen Verlag, zusammen mit Peer Meter, ISBN 978-3-551-79107-8.
- 2011: Deutschland. Ein Bilderbuch, DuMont Verlag, ISBN 978-3-8321-9621-9;[4]
- 2012: Emil und die Detektive, nach dem Kinderbuch von Erich Kästner, Cecilie Dressler Verlag, ISBN 978-3-7915-1168-9.
- 2013: Der Laden, Aladin Verlag, ISBN 978-3-8489-1000-7.
- 2014: Häschen in der Grube, Aladin Verlag, ISBN 978-3-8489-1009-0.
- 2015: Rohrkrepierer, Carlsen Verlag, nach einem Roman von Konrad Lorenz, ISBN 978-3-551-78378-3.
- 2016: Das doppelte Lottchen, nach dem Kinderbuch von Erich Kästner, Cecilie Dressler Verlag, ISBN 978-3-7915-1171-9.
- 2018: Minzi Monster in der Schule. Text: Friedbert Stohner. Illustrationen: Isabel Kreitz, dtv, München 2018, ISBN 978-3-423-64040-4.
- 2025: Die letzte Einstellung. Reprodukt Verlag, Berlin 2025, ISBN 978-3-95640-452-8.

## Ausstellungen
- 2020: Räuber Hotzenplotz, Krabat und Die kleine Hexe Otfried Preußler – Figurenschöpfer und Geschichtenerzähler Ludwig Galerie Schloss Oberhausen